# Prima guerra del Peloponneso
La prima guerra del Peloponneso (460 a.C. - 445 a.C.) fu combattuta tra Sparta, la Lega del Peloponneso e gli altri alleati di Sparta, in particolare Tebe, contro la Lega di Delo guidata da Atene con il supporto di Argo. 
Il conflitto consistette in una serie di scontri minori, come la Seconda guerra sacra o la rivolta di Megara ed ebbe come origine principalmente il timore, da parte di Sparta, dell'accresciuta potenza ateniese, testimoniata dalla costruzione delle Lunghe Mura; convenzionalmente, si considera come data di inizio il 460 a.C., anno in cui fu combattuta la Battaglia di Enoe.
In un primo momento prevalsero gli Ateniesi, maggiormente preparati e dotati di una schiacciante superiorità navale fino a quando, nel 457 a.C., l'esercito ateniese, avanzando nella Beozia, subì la dura disfatta di Tanagra; esso, però, contrattaccò, ottenendo una vittoria schiacciante sui Monti Beoti nella battaglia di Enofita e riuscendo così a conquistare tutta la Beozia, tranne Tebe.
Atene consolidò ulteriormente la propria posizione facendo di Egina un membro della Lega di Delo e devastando il Peloponneso. A questo punto gli Ateniesi decisero di aprire un secondo fronte, appoggiando in Egitto Inaros, che si era rivoltato al dominio persiano; il tentativo si concluse con una cocente disfatta da parte di Atene, il cui intero contingente fu o ucciso o catturato dai Persiani.
La sconfitta indusse Atene a firmare una tregua con Sparta della durata di cinque anni ma la guerra si riaccese nel 448 a.C. con l'inizio della seconda guerra sacra. Nel 446 a.C. la Beozia si ribellò ad Atene il cui esercito, guidato da Tolmide, fu annientato nella Battaglia di Coronea.
Il conflitto si concluse con una tregua tra Sparta e Atene, poi ratificata con la Pace dei Trent'anni (inverno del 446-445 a.C.) che sostanzialmente confermava l'equilibrio, precario, tra le due potenze: Megara fu restituita alla Lega del Peloponneso, Trezene e l'Acaia diventano indipendenti, Egina rimane indipendente ma è costretta a pagare tributi ad Atene.

## Il problema del nome
Il concetto di Prima guerra del Peloponneso non è riconosciuto da tutti gli storici, dato che molti ritengono improprio il definire gli scontri tra Atene e Sparta avutisi nel periodo 460-445 a.C. come un'unica guerra.
Domenico Musti, ad esempio, definisce quest'espressione "impropria e fuorviante", dato che secondo lui l'unica guerra del Peloponneso è quella del 431-404 a.C., una guerra "peloponnesiaca" perché mossa dai Peloponnesiaci contro Atene.
Altri storici, come Raphael Sealey e John Fine (secondo il quale, per contrasto con la Grande guerra del Peloponneso, è corretto parlare di Prima guerra del Peloponneso), usano e difendono questa espressione.
Una posizione più neutra è quella di Andrea Frediani, secondo il quale le guerre del Peloponneso furono due e il primo di questi conflitti, una "confusa congerie di eventi bellici sulla quale siamo informati e nella quale non è facile rintracciare un filo conduttore", è stata definita Prima guerra del Peloponneso; l'autore, quindi, non esprime pareri sulla correttezza di questa denominazione, così come fanno John Lazenby e Philip Rhodes.

## Origini e cause
Solo 20 anni prima che la Prima guerra del Peloponneso scoppiasse, Atene e Sparta avevano combattuto fianco a fianco nelle guerre persiane. In quelle guerre, Sparta aveva tenuto l'egemonia di quello che gli studiosi moderni chiamano la Lega Ellenica e il comando generale nelle vittorie cruciali del 480 e del 479 a.C.
Tuttavia, nel corso degli anni successivi, il fatto che Sparta detenesse il potere fece crescere risentimento tra le potenze navali greche e, quando nel 478 a.C. gli Spartani si disimpegnarono, presero l'iniziativa di proseguire da soli il conflitto, portando l'attacco ai territori persiani in Asia e nel Mar Egeo.
Atene, nel frattempo, su impulso di Temistocle, approfittando del ritiro di Sparta, proseguì la sua politica espansionistica, impaziente di prendere il controllo nel Mar Egeo e di affermarsi sulla scena politica internazionale.
A tale scopo nel 479 a.C. gli Ateniesi, contro la volontà espressa di Sparta, ricostruirono le loro mura; l'anno seguente rafforzarono il loro ruolo nella campagna dell'Egeo ed infine, nell'inverno del 479-478 a.C., accettarono la guida della lega di Delo.
Tale atto, certamente, costituì il primo segnale di un continuo e progressivo allontanamento tra Atene e Sparta, la quale, almeno secondo la testimonianza di Diodoro Siculo, tra gli anni 475 e 474 a.C. cercò inutilmente di riprendere il proprio ruolo nella campagna contro la Persia con la forza.
Gli studiosi moderni, anche se incerti sulla datazione e l'affidabilità di questa storia, la considerano generalmente come prova dell'esistenza, anche in questa prima data, di un "partito della guerra" a Sparta.

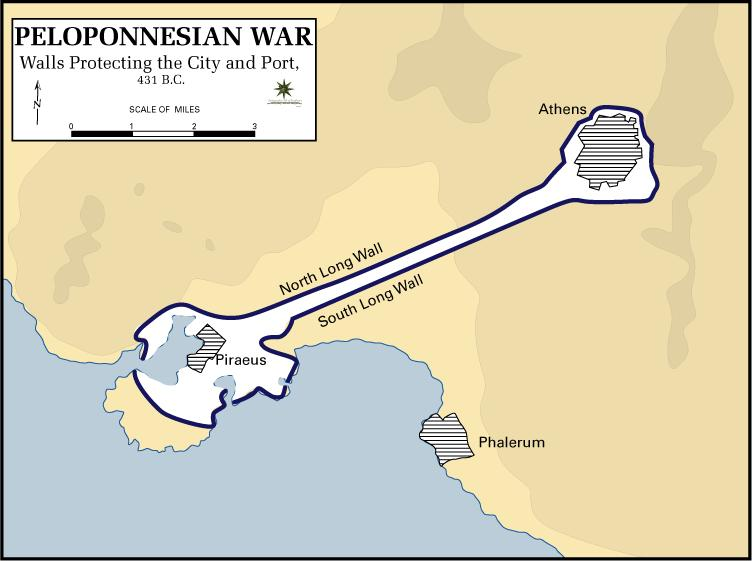
Le lunghe mura ateniesi che collegavano Atene al Pireo.

Verso il 470 a.C., tuttavia, le relazioni tra Sparta e Atene migliorarono specialmente a seguito dell'ostracismo del principale promotore della politica espansionistica, Temistocle, il quale, costretto a fuggire in Persia, lasciò il potere nelle mani di Cimone, figlio di Milziade e leader della fazione conservatrice.
Essendo un conservatore e per giunta prosseno di Sparta, del quale era talmente infatuato da chiamare un suo figlio Lacedemonio, Cimone, sostenne una politica di amicizia e di cooperazione tra i due stati.
Fu, però, una cooperazione di breve durata dal momento che lo storico Tucidide testimonia che solo nella decade seguente gli Spartani progettarono l'invasione dell'Attica, approfittando della ribellione di Taso ma che furono impediti da un terremoto e dallo scoppio di una rivolta tra gli Iloti che prese il nome di Terza guerra messenica.
Gli Spartani, incapaci di reprimere la rivolta, invocarono l'aiuto di tutti gli alleati e la stessa Atene rispose all'appello inviando 4 000 opliti al comando di Cimone.
Tuttavia gli Spartani, convinti che gli ateniesi segretamente parteggiassero per i ribelli, congedarono, soli tra tutti gli alleati, le truppe ateniesi.
Quest'azione, goffa e malaccorta, distrusse la credibilità politica di Cimone che, già duramente criticato dagli oppositori democratici guidati da Efialte, sull'onda dell'irritazione popolare, fu ostracizzato.
Con l'esilio di Cimone ad Atene tornarono al potere i democratici che, già sospettosi di Sparta, divennero apertamente ostili e decisero di concludere alleanze con la Tessaglia, poi con argivi, tra nemici più antichi di Sparta e con Megara, città defezionista della Lega del Peloponneso, impegnata in una svantaggiosa guerra contro Corinto, fedele alleata di Sparta. 
Infine, fu proprio Atene a consegnare Naupatto, città strategica per il controllo del Golfo di Corinto, agli esuli Iloti, rafforzando ancor di più i motivi di contrasto con i lacedemoni.
In conclusione Atene si trovò in guerra con Corinto, aprendo le porte ad un conflitto più ampio che coinvolgesse anche Sparta ed i suoi alleati.

## Svolgimento

### Primi scontri
All'inizio del conflitto, Atene assunse un serio impegno militare in Egitto, per assistere Inaro, un capo libico, che aveva strappato l'intera satrapia d'Egitto dal dominio di Artaserse I di Persia inviando una flotta di oltre 200 triremi.
Così, Atene entrò in guerra con le sue forze sparse in diversi teatri di conflitto.
Nei primi due anni (460 o 459 a.C.) Atene combatté diverse battaglie importanti con le forze combinate della lega del Peloponneso.
A terra, gli Ateniesi furono sconfitti dagli eserciti di Corinto e di Epidauro a Halieis ma vinsero sul mare a Cecryphaleia.
Allarmata da questa aggressività ateniese nel golfo Saronico, Egina entrò in guerra contro Atene, unendo la sua potente flotta con quella degli alleati del Peloponneso.
Nella battaglia navale risultante gli Ateniesi ottennero una grande vittoria, catturando settanta navi avversarie, per poi sbarcare, sotto la guida di Leocrate ad Egina per porre sotto assedio la città.
I Corinzi, approfittando della disunione delle forze avversarie, dislocate in Egitto e sull'isola di Egina, invasero la Megaride nel tentativo di forzare gli Ateniesi a ritirarsi da Egina.
Al contrario gli Ateniesi, mobilitando tutti gli uomini validi rimasti in città, inviarono un secondo esercito, al comando di Mironide, per soccorrere Megara.
Lo scontro risultante fu di esito incerto anche se gli ateniesi tennero il campo e quindi poterono costruire un trofeo di vittoria. Dopo dodici giorni, i corinzi cercarono anch'essi di costruire un trofeo di vittoria ma gli ateniesi, usciti da Megara, li raggiunsero e li sconfissero ancora.

### Battaglia di Tanagra

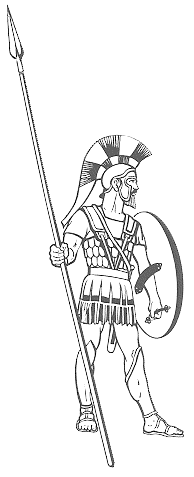
Oplite greco, il nerbo degli eserciti terrestri spartani e ateniesi.

Nella prima fase del conflitto, Sparta rimase sostanzialmente inerte o, se anche fossero state impegnate truppe spartane, queste non risultano menzionate in nessuna fonte storica.
Nel 458 o 457 a.C. Sparta decise di agire inviando un esercito, al comando del generale Nicomede, in luogo del minorenne sovrano, Plistoanatte, in Doride, alleata di Sparta (e, secondo la tradizione, patria dei Dori) per combattere contro i Focesi, alleati stretti di Atene.
Senza troppi problemi, gli Spartani, attraversato via mare il golfo di Corinto, costrinsero i Focesi ad accettare un armistizio ma poco dopo l'arrivo di una poderosa flotta ateniese impedì agli Spartani di intraprendere al ritorno la via marittima. Nicomede, di conseguenza, ritirò il proprio esercito nella Beozia meridionale allo scopo o di fare pressione sulla fazione filo-oligarchica degli Ateniesi a rovesciare la democrazia e prendere il potere, oppure per appoggiare il tentativo, messo a punto da Tebe, alleata spartana, di unificare l'intera Beozia, come egli sembra aver fatto. La presenza dell'esercito spartano, oltre che le minacce interne, indussero gli Ateniesi a radunare l'intera armata e a sfidare sul campo i Peloponnesiaci. I due eserciti si scontrarono nei pressi di Tanagra.
Poco prima della battaglia, Cimone, sebbene esiliato, si presentò comunque alle file ateniesi per offrire i suoi servigi che però furono rifiutati; allora egli ordinò ai suoi amici e conoscenti di dimostrare sul campo il loro valore e la fedeltà alla patria.
Lo scontro fu violento ed entrambe le parti subirono perdite pesanti ma alla fine prevalsero gli Spartani che, però, piuttosto che invadere l'Attica, si ritirarono nel Peloponneso. Tale azione è stata spiegata da alcuni storici odierni con il fatto che Cimone fosse stato richiamato ad Atene e che, tramite i suoi contatti, avesse stipulato una tregua di alcuni mesi, ma l'ipotesi resta controversa.

### Successi ateniesi

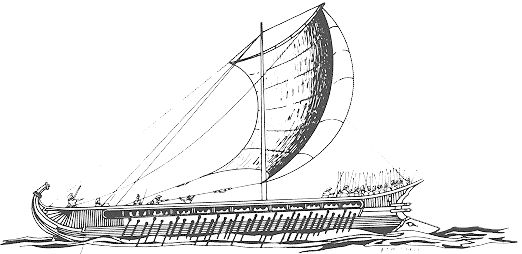
Trireme greca, la nave standard delle flotte dei contendenti.

La sconfitta, tuttavia, non prostrò affatto Atene che, dopo alcuni mesi, inviò in Beozia un nuovo esercito al comando di Mironide.
L'esercito beota diede battaglia presso Enofita ma fu sconfitto in modo tale che gli Ateniesi poterono occupare l'intera Beozia, tranne Tebe, la Focide e la Locride abbattendo le fortificazioni di Tanagra e facendo centinaia di ostaggi. Sempre in questo periodo furono completate le lunghe mura. Poco dopo Egina si arrese e fu costretta ad abbattere le mura, cedere la sua flotta e divenire tributaria della Lega di Delo, completando ciò che Donald Kagan ha definito l'annus mirabilis per gli Ateniesi.
Sul mare, infine, gli Ateniesi, rincuorati dai recenti successi, inviarono una spedizione navale, con a capo Tolmida, a circumnavigare e a devastare le coste del Peloponneso: gli Ateniesi saccheggiarono gli arsenali spartani di Githion, conquistarono la città di Calcide, posta sul golfo di Corinto, ed infine vinsero gli abitanti di Sicione.

### L'importanza di Megara
Gli studiosi moderni hanno sottolineato l'importanza fondamentale del controllo ateniese di Megara e del suo porto, Pege, per consentire i primi successi ateniesi nella guerra. Megara, infatti, forniva un porto comodo sul golfo di Corinto al quale i rematori ateniesi potevano essere trasportati via terra e molto probabilmente ospitava un numero significativo di navi.
Inoltre, mentre i primi studiosi moderni erano scettici riguardo alla capacità di Atene di evitare che un esercito spartano potesse muoversi attraverso la Megaride, un recente studio ha capovolto tale ipotesi riuscendo a dimostrare quanto i passaggi strategici dell'Istmo di Corinto (Geraneia) sarebbero potuti essere difesi anche da una forza ridotta. In altri termini, Atene aveva sbarrato la strada a ogni esercito spartano proveniente dal Peloponneso, anche perché in nessun caso la marina dei Peloponnesiaci avrebbe potuto forzare il blocco navale.

### Crisi ateniese e tregua
La serie notevole di successi ateniesi subì un brusco arresto quando, nel 454 a.C., la spedizione in Egitto si concluse con una dura disfatta.
Infatti, poco tempo prima, il Gran Re aveva inviato in Egitto un poderoso contingente militare comandato dal satrapo Megabazo, allo scopo di reprimere la ribellione ed espellere le truppe ateniesi. Megabazo assolvette bene il suo compito: assediò gli Ateniesi nell'isola di Prosopitide, sul Nilo e, dopo 18 mesi di blocco, conquistò l'isola e inferse un severo colpo agli Ateniesi (almeno 40 navi con gli equipaggi al completo e diverse migliaia di uomini).
Dopo un così grave insuccesso, gli Ateniesi si concentrarono sul controllo del Mar Egeo e sulla stabilizzazione della regione. Poco dopo, tuttavia, risposero a una richiesta di aiuto da parte di Oreste, figlio del re di Tessaglia Ecratida, perché fosse restaurato sul trono da cui era stato scacciato. Gli Ateniesi, allora, con l'appoggio degli alleati beoti e focesi, marciarono su Farsalo dove, però, furono ostacolati dalla cavalleria tessala e costretti a ripiegare.
Questo e l'insuccesso in Egitto scossero la fiducia di Atene nella guerra; così, quando nel 451 a.C. Cimone tornò in città, essendo scaduto l'ostracismo, gli Ateniesi di buon grado lo inviarono a Sparta perché negoziasse una tregua quinquennale. La richiesta fu accolta.

### Dopo la tregua
Gli anni che seguirono la tregua tra Sparta e Atene furono densi di avvenimenti: in primo luogo la fine del conflitto tra Atene e i Persiani con la Pace di Callia (449 a.C., la cui esistenza è, tuttavia, oggetto di forti controversie) oltre che all'approvazione, da parte dell'ecclesìa, di una proposta di Pericle, il Decreto del congresso: con tale proposta, Pericle intendeva indire un congresso pan-ellenico per discutere il futuro dell'intero mondo greco. Al riguardo, gli studiosi moderni continuano a dibattere sulle reali intenzioni dello stratego: alcuni lo considerano come uno sforzo in buona fede per assicurare una pace duratura, altri, come un mero strumento di propaganda politica. Comunque, Sparta rifiutò di parteciparvi.
Infine, scoppiò la seconda guerra sacra: in quell'anno, infatti, Sparta sottrasse Delfi ai Focesi rendendola indipendente e Pericle, alleato della Focide, reagì guidando di persona un esercito contro Delfi, per reintegrare i diritti focesi sulla città e in particolare sul santuario
Nel 446 a.C. scoppiò una rivolta in Beozia contro il dominio di Atene che tentò di reprimerla inviando un esercito, al comando di Tolmide. Costui, dopo alcuni successi iniziali fu però sconfitto nella battaglia di Coronea che segnò la fine del dominio continentale di Atene.
Infatti, Pericle, privo di un esercito per reprimere e controllare un così vasto territorio, decise di sgomberare definitivamente la Beozia, la Locride e la Focide anche per fronteggiare pericolose insurrezioni in Eubea e a Megara.
Pericle, di conseguenza, mosse contro l'Eubea per reprimere la ribellione ma fu costretto precipitosamente a tornare indietro alla notizia che un'armata spartana, al comando del re Plistoanatte, aveva passato i confini dell'Attica e puntava su Atene. Poco dopo, inaspettatamente, Plistoanatte fece ritirare l'esercito forse perché, come affermano numerose testimonianze antiche, fu corrotto da Pericle stesso (peraltro poi sottoposto a processo per non aver sfruttato il suo vantaggio e condannato al pagamento di una multa così pesante da subire l'esilio per numerosi anni).
Evitato l'attacco spartano, Pericle decise di tornare in Eubea con 50 navi e 5 000 soldati troncando ogni opposizione ed espropriando i beni degli abitanti di Calcide; il castigo più duro, però, lo inflisse agli abitanti di Istiaia, rei di aver massacrato l'equipaggio di una trireme ateniese, e che perciò furono esiliati e sostituiti da 2 000 coloni ateniesi.

### La Pace dei trent'anni
Infine, nell'inverno tra il 446 e il 445 a.C. Sparta e Atene ratificarono una pace trentennale nei seguenti termini: Megara sarebbe stata restituita alla Lega del Peloponneso, Sparta riconosceva l'indipendenza di Trezene e dell'Acaia, Atene sgomberava Egina la quale restava tributaria della Lega di Delo. Infine si sancì che ogni controversia dovesse essere risolta mediante arbitrato e che ciascuna parte dovesse rispettare le alleanze dell'altra.

## Conclusione
Il picco della prima guerra del Peloponneso segnò anche lo zenit della potenza ateniese grazie alla conquista della Beozia, tranne la città di Tebe, e di Megara, strategica per il controllo dell'istmo di Corinto mentre la flotta garantiva il completo dominio del mare Egeo. Gli eventi del biennio 447-446 a.C., tuttavia, distrussero questa posizione e con essa il sogno ateniese di un controllo egemonico sull'intero mondo greco..
La pace dei trent'anni, confermando in sostanza, tranne modeste cessioni, lo status quo, non faceva altro che congelare i motivi di conflitto tra i due blocchi: Atene, in cambio dell'abbandono della Beozia, di Megara, di Egina (comunque tenuta a pagare un tributo), ebbe il riconoscimento dell'alleanza con Sparta.
In ogni caso, la pace conclusa nel 445 durò per meno della metà dei termini previsti poiché nel 431 a.C. Atene e Sparta ripresero il conflitto, noto anche come seconda guerra del Peloponneso, con esiti, questa volta, estremamente differenti.